# Alexandru Gh. Donescu
Alexandru Gh. Donescu a fost primarul Bucureștiului.

## Biografie[1]
Alexandru Gh. Donescu s‑a născut în anul 1876 în București. Era fiul lui Gheorghe Donescu și al Elenei D. Popescu zisă Cornățeanu. Urmează cursurile școlii Matei Basarab și apoi face studiile de avocatură la București, susținându‑și lucrarea de diplomă în 1899. În 10 octombrie 1899 se căsătorește cu Virginia C. Christodorescu. la biserica Kalinderu de pe strada Doamnei. Nași îi sunt Spiru Haret și soția. 
Lucrează timp de mai bine de 30 ani la Primăria Capitalei, iar în anul 1934 este ales Primar General al Bucureștilor. 
In data de 16 august 1952 a fost ridicat de comuniști și dus la închisoarea Jilava, unde a și decedat după doua săptămâni de detenție. 

## Primar General al Bucureștilor (martie 1934‑ianuarie 1938)

### 1934
- Alexandru Gh. Donescu își începe mandatul de Primar General al Capitalei candidând din partea Partidului Național Liberal.

- În cadrul Congresul Uniunii Orașelor de la Arad, Primarul General Alexandru Gh. Donescu a anunțat inițiativa organizării unei sărbători denumite Luna Bucureștilor, un eveniment ce urma să se desfășoare anual între 9 mai și 9 iunie. Aceste date nu erau alese la întâmplare, ele fiind două momente simbolice pentru istoria României moderne: 10 mai – Ziua Regalității și 8 iunie Ziua Restaurației.

- Se efectuează statistici rutiere necesare reconfigurării bulevardelor centrale, între Piața Unirii și Piața Victoriei.

- Se efectuează statistici rutiere necesare reconfigurării bulevardelor centrale, între Piața Unirii și Piața Victoriei.

### 1935
- Se aproba Planului Director de Sistematizare al Capitalei: „Planul Director este o osatură care ar da orașului posibilități atât de dezvoltare cât și de organizare și monumentalizare. Planul nu trebuie conceput pentru o stare finală a orașului (care nu poate fi prevăzută nici în timp nici în spațiu) ci pentru conducerea evoluției lui pe o perioadă scurtă de 30‑40 ani. România mare își face capitală. Această capitală trebuie să fie la scara statului pe care îl reprezintă, căci capitala este obrazul țării.”[2]
- Se pavează Piața Universității și se amplasează statuia lui Spiru Haret.
- Se expropriază 111 imobile; se dorea prelungirea bulevardului de la Piața Sf. Gheorghe până la Piața Națiunii, lucrare finalizată în 1943.
- Se construiește planșeul din beton peste Dâmbovița în zona Pieței Unirii, între Palatul de Justiție și Calea Șerban Vodă.
- În 20 iulie 1935 a fost inaugurată Statuia Aviatorilor, monument realizat din 15 tone bronz, în memoria aviatorilor căzuți la datorie în Primul Război Mondial.
- Se înfăptuiesc pavarea străzilor din jurul Parcului Carol, lărgirea și pavarea Șoselei Cotroceni și a străzilor din vecinătatea sa.
- Au fost construite două linii de tramvai care să dea acces către Parcul Carol și stadionul O.N.E.F.
- A fost pusă piatra de temelie a bisericii Sfântul Elefterie Nou.
- Se finalizează amenajarea lacului artificial de la Buftea.
- În 7 iunie 1935, a fost inaugurată noua Grădină Botanică din București, „care concurează frumusețea Cișmigiului prin liniile ei simple, prin înfățișarea ei sobră”, așa cum însuși Primarul General al Capitalei, Al. Donescu declara. „In prezența M. S. Regele Carol al II‑lea, va fi inaugurată Grădina Botanică. Dl. Al. Gh. Donescu, primarul general, va dărui capitalei un frumos parc occidental pentru odihnă, o oază binefăcătoare pentru capitala noastră lipsită de arbori și de squaruri".[3]

- 9 mai 1935: se inaugurează prima ediție a festivalului Luna Bucureștilor, la care au participat Regele Carol al II‑lea împreună cu Marele Voievod Mihai, Prințul Nicolae, membrii guvernului, ai Consiliului general al Capitalei și ai comitetului organizator. Evenimentul a avut un succes răsunător, fiind prezenți peste 100.000 de vizitatori.
- Inaugurarea Fântânii Zodiac, proiectată de cunoscutul arhitect Octav Doicescu și decorată cu mozaicuri de sculptorul Mac Constantinescu.
- Au fost amenajate și asanate lacurile Herăstrău și Băneasa, pentru a se putea începe amenajarea Parcului Național Carol al II‑ lea (Herăstrău).
- Au fost finalizate amenajările din zona Gării de Nord, îngrădirea terenurilor virane din oraș, amenajarea Dealului Patriarhiei în partea dinspre bulevardul Maria și strada 11 Iunie.

### 1936
- Muzeul Satului este inaugurat în prezența regelui Carol al II‑lea al României, sub auspiciile Fundațiilor Culturale Regale, un rol important avându-l profesorul Dimitrie Gusti.
- Se inaugurează Fântâna Miorița, executată după planurile arhitectului Octav Doicescu, cu mozaicuri realizate de Milița Pătrașcu.
- Se inaugurează piața Domeniilor, un stadion și ștrandul Obor.
- Este finalizat sediul Primăriilor sectoarelor 1 și 4.
- Încep lucrările la Halele Obor, cele mai mari din țară – finalizate abia în 1950.
- Se ridică sedii pentru Ministerul Externe și Judecătoria ocolului IV.
- Se introduce o reglementare a comerțului ambulant prin care se cere: „negustori să fie curat îmbrăcați și să aibă o atitudine cuviincioasă”; accesul vânzătorilor ambulanți este interzis.
- Se realizează clopotnița bisericii Hagiu de lângă Hala Traian, precum și lucrări la alte biserici: Sfântul Ștefan, Sfântul Alexandru (Doamna Ghica, Str. Sighet nr. 3), Sf. Ioan Botezătorul (Șos. Pantelimon nr. 257).

### 1937
- Se continuă asanarea Lacului Floreasca, se construiește ecluza între lacurile Herăstrău și Floreasca.
- Se inaugurează statuia lui Mihail Kogălniceanu – sculptor Oscar Han.
- Este inaugurată Șoseaua Berceni care făcea legătura cu mahalaua Apărătorii Patriei.
- Este inaugurată Piața Progresul, care, în conștiința locuitorilor din zonă și a negustorilor, va purta numele de Piața Donescu.
- Sunt continuate manifestările Lunii Bucureștilor, se lansează vaporașul pe Lacul Herăstrău, se realizează Nautic Club.
- Se realizează parcelarea cartierului Bordei Herăstrău, devenit ulterior cartierul Primăverii – lucrare încredințată arh. Octav Doicescu.
- Circulă primul troleibuz experimental „tramvai fără șine”.
- Este construită Gara Băneasa – Gara Regală
- Continuă expansiunea spre nord a orașului, Snagovul devenind o zonă în care se construiesc locuințe estivale.